# Doroteia Maria de Anhalt
Doroteia Maria de Anhalt (Dessau, 2 de julho de 1574 – Weimar, 18 de julho de 1617), foi uma princesa da Casa de Ascania por nascimento. Após o seu casamento, tornou-se Duquesa de Saxe-Weimar.
Doroteia Maria era a sexta filha de Joaquim Ernesto, Príncipe de Anhalt, e segunda filha do seu segundo casamento com a princesa Leonor de Württemberg.

## Vida
Em 1586, quando tinha doze anos de idade, Doroteia Maria foi escolhida pelo pai para se tornar abadessa de Gernrode e Frose, sucedendo à sua irmã, a princesa Inês Edviges.
Em 1593, foi dispensada da sua posição para se casar com João II, Duque de Saxe-Weimar. A cerimónia realizou-se em Altemburgo a 7 de janeiro do mesmo ano. A sua sucessora na abadia foi a sua sobrinha, a princesa Sofia Isabel, filha do seu irmão João Jorge I, Príncipe de Anhalt-Dessau.
Durante os seus doze anos de casamento, Doroteia Maria deu à luz doze filhos (o último já após a morte do marido), incluindo Ernesto I, Duque de Saxe-Gota e o conhecido genera Bernardo de Saxe-Weimar.
Doroteia Maria morreu dos ferimentos que sofreu num acidente com um cavalo. O seu funeral realizou-se a 24 de Agosto de 1617 no Schloss Hornstein (mais tarde Castelo de Wilhelmsburg). Nessa ocasião, foi criada a Sociedade Frutífera e o seu irmão mais novo, Luís I, Príncipe de Anhalt-Köthen foi nomeado o seu primeiro líder.

## Descendência
Do seu casamento com o duque de Saxe-Weimar nasceram os seguintes filhosː
1. João Ernesto I, Duque de Saxe-Weimar (21 de fevereiro de 1594 – 6 de dezembro de 1626), duque de Saxe-Weimar de 1615 até à sua morte. Morreu solteiro e sem descendência;
2. Cristiano Guilherme de Saxe-Weimar (nascido e morto a 6 de abril de 1595);
3. Frederico de Saxe-Weimar (1 de março de 1596 – 19 de agosto de 1622), morreu em batalha em Fleurus, na Bélgica, aos vinte-e-seis anos de idade;
4. João de Saxe-Weimar (31 de março de 1597 – 6 de outubro de 1604), morreu aos sete anos de idade;
5. Guilherme, Duque de Saxe-Weimar (11 de abril de 1598 – 17 de maio de 1662), duque de Saxe-Weimar de 1626 até à sua morte. Casado com a princesa Leonor Doroteia de Anhalt-Dessau; com descendência;
6. Filho nado-morto (11 de Anril de 1598), irmão gémeo de Guilherme;
7. Alberto IV, Duque de Saxe-Eisenach (27 de julho de 1599 – 20 de dezembro de 1644), duque de Saxe-Eisenach de 1640 até à sua morte. Casado com a princesa Doroteia de Saxe-Altenburg; sem descendência;
8. João Frederico, Duque de Saxe-Weimar (19 de setembro de 1600 – 17 de outubro de 1628), duque conjunto de Saxe-Weimar. Morreu na prisão aos vinte-e-oito anos de idade;
9. Ernesto I, Duque de Saxe-Gota (25 de dezembro de 1601 – 26 de março de 1675), duque de Saxe-Gota de 1672 até à sua morte. Casado com a princesa Isabel Sofia de Saxe-Altemburgo; com descendência;
10. Frederico Guilherme de Saxe-Weimar (7 de fevereiro de 1603 – 16 de agosto de 1619), morreu aos dezasseis anos de idade;
11. Bernardo de Saxe-Weimar (6 de agosto de 1604 – 18 de julho de 1639), militar destacado durante a Guerra dos Trinta Anos; morreu solteiro e sem descendência;
12. Joana de Saxe-Weimar (14 de abril de 1606 – 3 de julho de 1609), nasceu já depois da morte do pai e morreu aos três anos de idade.

## Genealogia
| Doroteia Maria de Anhalt | Pai: Joaquim Ernesto, Príncipe de Anhalt | Avô paterno: João V, Príncipe de Anhalt-Zerbst               | Bisavô paterno: Ernesto I, Príncipe de Anhalt-Dessau                   |
| Doroteia Maria de Anhalt | Pai: Joaquim Ernesto, Príncipe de Anhalt | Avô paterno: João V, Príncipe de Anhalt-Zerbst               | Bisavó paterna: Margarida de Münsterberg                               |
| Doroteia Maria de Anhalt | Pai: Joaquim Ernesto, Príncipe de Anhalt | Avó paterna: Margarida de Brandemburgo, Duquesa da Pomerânia | Bisavô paterno: Joaquim I Nestor, Príncipe-Eleitor de Brandemburgo     |
| Doroteia Maria de Anhalt | Pai: Joaquim Ernesto, Príncipe de Anhalt | Avó paterna: Margarida de Brandemburgo, Duquesa da Pomerânia | Bisavó paterna: Isabel da Dinamarca, Princesa-Eleitora de Brandemburgo |
| Doroteia Maria de Anhalt | Mãe: Leonor de Württemberg               | Avô materno: Cristóvão de Württemberg                        | Bisavô materno: Ulrich de Württemberg                                  |
| Doroteia Maria de Anhalt | Mãe: Leonor de Württemberg               | Avô materno: Cristóvão de Württemberg                        | Bisavó materna: Sabina da Baviera                                      |
| Doroteia Maria de Anhalt | Mãe: Leonor de Württemberg               | Avó materna: Ana Maria de Brandemburgo-Ansbach               | Bisavô materno: Jorge, Marquês de Brandemburgo-Ansbach                 |
| Doroteia Maria de Anhalt | Mãe: Leonor de Württemberg               | Avó materna: Ana Maria de Brandemburgo-Ansbach               | Bisavó materna: Edviges de Münsterberg-Oels                            |